# أليكس فيرنز
أليكس فيرنز (مواليد 13 أكتوبر 1968) هو ممثل ومقدم برامج إسكتلندي، عرف لدوره شخصية تريفور مورغان في مسلسل إيست إندرز.

## وصلات خارجية
- أليكس فيرنز على موقع IMDb (الإنجليزية)
- أليكس فيرنز على موقع قاعدة بيانات الفيلم (الإنجليزية)